# Prudenci Seró i Navàs
Prudenci Seró i Navàs (Cabassers, Priorat, 3 de setembre de 1883 - Cabassers, Priorat, 30 de març de 1963) va ser un briòleg, metge i professor d'ensenyament secundari i universitari català.
Cursà estudis de medicina a la Universitat de Barcelona, on es llicencià el 1909. Inicialment es va especialitzar en oftalmologia i fou ajudant de l'oftalmòleg Manuel Menacho. Posteriorment, passà a exercir de metge rural a Cabassers on, també, fou inspector de Sanitat Municipal. També, exerceix d'oculista a Cabassers, i a tota la comarca del Priorat fins al 1917. Aquest any, es trasllada a la província de Lleida perquè passa a ser metge titular de Granyena de les Garrigues fins al 1921, moment en què es trasllada novament a Cabassers. L'abril del 1923, mor un fill seu després d'haver estat tractat per les eminències mèdiques barcelonines, fet que li causa un gran desengany vers la Medicina i decideix abandonar la professió mèdica. Malgrat tot, es dona d'alta al Col·legi de Metges de Barcelona on, també, inicia els estudis universitaris de Ciències Naturals, segurament, empès pel seu oncle Longí Navàs i Ferrer, estudiós jesuïta entomòleg, una disciplina científica on troba la veritable vocació. Després de convalidar assignatures que havia fet quan feia Medicina, fa la nova carrera en tres cursos, des del 1927 al 1930, any en què va obtenir el títol de llicenciat, i molt aviat també el de doctor. Poc després, és nomenat professor auxiliar de Botànica i, compagina la tasca docent a la càtedra amb altres activitats com l'organització de l'Institut de Segona Ensenyança de Cervera l'any 1933 i, a finals d'aquest mateix any, és designat catedràtic de Ciències Naturals a l'Institut Martí d'Ardenya de Tarragona. Durant aquesta etapa passa a formar part de la Institució Catalana d'Història Natural, ocupant el càrrec de tresorer a la seva junta els anys 1932 i 1933, on anys més tard, el 1952, tornarà a formar-ne part, aquesta vegada com a vocal.
L'any 1939 passà a ocupar una plaça de professor adjunt de botànica a la Facultat de Ciències de la Universitat de Barcelona, encarregant-se de les matèries de Fitografia, Anatomia i Fisiologia dels vegetals, càrrec que va conservar fins a la seva jubilació, l'any 1953. Durant un temps, però, encara compatibilitzà l'ensenyament universitari a la UB amb l'ensenyament secundari, a l'Institut Verdaguer de Barcelona, on exerceix fins al 1943. Després ja s'ocuparà només de l'ensenyament a la Universitat. Un cop jubilat, tornà a Cabassers, on continuà els estudis fins a la fi dels seus dies.
Serós recorregué gran part de Catalunya, convertint-se en un expert dels briòfits, arribant a ocupar, durant molts anys, el càrrec de cap de la Secció de Briologia de l'Institut Botànic de Barcelona. Precisament, l'any 1945 es doctora a Madrid amb una tesi sobre briòfits. Seró també va col·laborar amb l'Institut de Biologia Aplicada del CSIC. Participà en la majoria d'excursions organitzades per la Institució Catalana d'Història Natural, sota la direcció de Font i Quer, i mantingué relacions molt actives amb altres botànics del país. L'herbari de Prudenci Seró, que inicialment passà a l'Institut Botànic, actualment, es conserva a l'Herbari de la Universitat Autònoma de Barcelona.
A les muntanyes del Montsant, va descobrir un petit nucli de Berberis vulgaris, un arbust espinós molt rar a Catalunya. Longí Navàs batejà l'espècie Chryshopa vulgaris, com a seroi dedicada a Prudenci Seró, que participà en l'excursió del seu descobriment.

## Reconeixements[4]
- El seu poble natal li dedicà una de les places del poble, al Pla de la Bassada, on encara avui es troba el mas de la família materna Can Navàs.
- L'any 1974, l'Ajuntament de Girona el distingeix per les seves aportacions.

## Publicacions[1]
- Musgos de los alrededores de Bohí (1956)
- Flora briológica de las comarcas barcelonesas (1956)
- Contribución al estudio de la flora briológica catalana... (1962).